# Lautoka
Lautoka is de op een na grootste stad van Fiji en ligt in het westen van het eiland Viti Levu en heeft na Suva de grootste haven. Het is de hoofdstad van de divisie Western. De stad telde in 2007 circa 53.000 inwoners.
Het stadje staat bekend als 'Sugar City' vanwege de ligging in het centrum van de suikerrietplantages.

## Geboren
- Jai Ram Reddy (1937-2022), jurist en politicus
- Vijay Singh (1963), golfer
- Eran Underwood (1987), voetballer